# Go 145 (航空機)
Go 145 (航空機)
- 用途：練習機
- 設計者：Albert Kalkert
- 製造者：Gotha
- 運用者：Luftwaffe
- 初飛行：February, 1934[1]
- 生産数：1,182 (German production)
- 生産開始：1935
- 退役：1945[2]

ゴータGo 145は第二次世界大戦前にドイツで生産された複葉の基本練習機である。1934年に初飛行後大量生産され、初期のドイツ空軍の主力練習機として活躍した。

## 概要
1933年に航空機部門が再興されたゴータ社が、再軍備を開始したドイツ空軍のために設計した基本練習機がGo 145である。試作第1号機は1934年2月に初飛行した。機体は鋼管骨組みの羽布張りで、複葉式の固定脚という当時としてはオーソドックスな構造だったが、後部座席に訓練生が座り教官席は前部になっている点が変わっていた。テストの結果、操縦性がよかったことから採用が決定し大量生産が開始された。生産はゴータ社の他、AGO社、フォッケ・ウルフ社等でも行われ、合計9965機生産された。ドイツ以外ではスペインとトルコでもライセンス生産が行われた。
Go 145は第二次世界大戦初期まで基本練習機の主力として各訓練部隊で活躍したが、1942年末から対ソ連軍相手の夜間攻撃に旧式の複葉機を多数投入するようになると、本機もAr 66と共に、この任務に就くようになった。低速ながら安定性に優れた本機は一定の成果を挙げたため、東部戦線で終戦まで多数の機体が夜間攻撃に利用された。

## 性能諸元
- 全長： 8.65 m
- 全幅： 9.0 m
- 全高： 2.90 m
- 自重： 870 kg
- 全備重量： 1,350 kg
- エンジン： アルグス As 10C 空冷倒立V型8気筒エンジン 240 hp ×1
- 最大速度： 212 km/h
- 航続距離： 630 km
- 乗員： 2 名